# 菅丰
菅丰（1963年10月—）是一位日本民俗学家，东京大学东洋文化研究所教授。

## 生平
1963年出生于日本长崎县长崎市，1982年毕业于长崎县立长崎北高等学校，1986年获得筑波大学第一学群人文学类学士学位，1998年获得博士学位。1991年担任國立歷史民俗博物館民俗研究部助手，1996年担任北海道大学文学部助教授，1999年担任东京大学东洋文化研究所助教授，2007年升任教授。2018年担任東京大學大學院情報學環·學際情報學府教授。还担任中央民族大学、大连外国语大学客座教授，哈佛燕京学社访问教授，复旦大学特约研究员，山东大学客座教授，山东大学主办《民俗研究》编辑委员会编辑委员，日本学术会议协作会员。

## 荣誉
- 1993年10月获得第13回日本民俗学会研究奖
- 2020年3月获得新潟县小千谷市小千谷市褒奖